# Coal Miner's Daughter (album)
| Recensione | Giudizio |
| ---------- | -------- |
| AllMusic   |          |

Coal Miner's Daughter è un album discografico della cantante country statunitense Loretta Lynn, pubblicato dalla casa discografica Decca Records nel febbraio del 1971.

## Tracce

### LP
Lato A
1. Coal Miner's Daughter – 2:15 (Loretta Lynn) – Registrato il 1º ottobre 1969 al Bradley's Barn di Mount Juliet, Tennessee
2. Hello Darlin' – 2:22 (Conway Twitty) – Registrato il 14 luglio 1969 al Bradley's Barn di Mount Juliet, Tennessee
3. Less of Me – 2:11 (Glen Campbell) – Registrato il 15 luglio 1969 al Bradley's Barn di Mount Juliet, Tennessee
4. Any One, Any Worse, Any Where – 2:44 (Lorene Allen, Loretta Lynn) – Registrato il 23 dicembre 1969 al Bradley's Barn di Mount Juliet, Tennessee
5. For the Good Times – 3:15 (Kris Kristofferson) – Registrato il 19 agosto 1970 al Bradley's Barn di Mount Juliet, Tennessee
6. The Man of the House – 2:47 (Larry Brinkley, Lee McAlpin) – Registrato il 14 luglio 1969 al Bradley's Barn di Mount Juliet, Tennessee

Lato B
1. What Makes Me Tick – 2:00 (Loretta Lynn) – Registrato il 22 dicembre 1969 al Bradley's Barn di Mount Juliet, Tennessee
2. Another Man Loved Me Last Night – 2:32 (Lorene Allen-Peggy, Sue Wells) – Registrato il 23 dicembre 1969 al Bradley's Barn di Mount Juliet, Tennessee
3. It'll Be Open Season on You – 2:39 (Charlie Aldridge) – Registrato il 28 maggio 1969 al Bradley's Barn di Mount Juliet, Tennessee
4. Too Far – 3:10 (Marty Robbins) – Registrato il 9 aprile 1970 al Bradley's Barn di Mount Juliet, Tennessee
5. Snowbird – 2:22 (Gene MacLellan) – Registrato il 19 agosto 1970 al Bradley's Barn di Mount Juliet, Tennessee

## Musicisti
Coal Miner's Daughter
- Loretta Lynn - voce
- Grady Martin - chitarra elettrica solista
- Ray Edenton - chitarra acustica
- Hal Rugg - chitarra steel
- Bob Thompson - banjo (sovraincisione effettuata il 15 settembre 1970 al Bradley's Barn)
- Hargus Robbins - pianoforte
- Harold Bradley - basso elettrico
- Bob Moore - contrabbasso
- Buddy Harman - batteria
- The Jordanaires (gruppo vocale) - accompagnamento vocale, cori
- Owen Bradley - produttore

Hello Darlin' / The Man of the House / Less of Me
- Loretta Lynn - voce solista
- Pete Wade - chitarra
- Ray Edenton - chitarra
- Hal Rugg - chitarra steel, dobro
- Hargus Robbins - pianoforte
- Harold Bradley - basso elettrico
- Junior Huskey - contrabbasso
- Buddy Harman - batteria
- The Jordanaires (gruppo vocale) - accompagnamento vocale, cori
- Owen Bradley - produttore

Any One, Any Worse, Any Where / Another Man Loved Me Last Night
- Loretta Lynn - voce
- Grady Martin - chitarra elettrica solista
- Jerry Stembridge - chitarra acustica
- Hal Rugg - chitarra steel
- Hargus Robbins - pianoforte
- Harold Bradley - basso elettrico
- Junior Huskey - contrabbasso
- Buddy Harman - batteria
- The Jordanaires (gruppo vocale) - accompagnamento vocale, cori
- Owen Bradley - produttore

For the Good Times / Snowbird
- Loretta Lynn - voce
- Altri musicisti non accreditati
- Owen Bradley - produttore

What Makes Me Tick
- Loretta Lynn - voce
- Grady Martin - chitarra elettrica solista
- Ray Edenton - chitarra acustica
- Hal Rugg - chitarra steel
- Hargus Robbins - pianoforte
- Harold Bradley - basso elettrico
- Junior Huskey - contrabbasso
- Buddy Harman - batteria
- The Jordanaires (gruppo vocale) - accompagnamento vocale, cori
- Owen Bradley - produttore

It'll Be Open Season on You
- Loretta Lynn - voce
- Altri musicisti non accreditati
- Owen Bradley - produttore

Too Far
- Loretta Lynn - voce
- Grady Martin - chitarra
- Ray Edenton - chitarra
- Hal Rugg - chitarra steel
- Hargus Robbins - pianoforte
- Harold Bradley - basso elettrico
- Junior Huskey - contrabbasso
- Buddy Harman - batteria
- Owen Bradley - produttore[3]

Note aggiuntive
- Doyle Wilburn - note retrocopertina album originale[4]

## Classifica
Album
| Anno | Classifica         | Posizione raggiunta |
| ---- | ------------------ | ------------------- |
| 1971 | Billboard 200      | 81                  |
| 1971 | Top Country Albums | 4                   |

Singoli
| Anno | Titolo del brano      | Classifica        | Posizione raggiunta |
| ---- | --------------------- | ----------------- | ------------------- |
| 1970 | Coal Miner's Daughter | Billboard Hot 100 | 83                  |